# Megophrys baolongensis
Espèce
Synonymes
- Xenophrys baolongensis (Ye, Fei & Xie, 2007)

Megophrys baolongensis est une espèce d'amphibiens de la famille des Megophryidae.

## Répartition
Cette espèce est endémique de la province du Sichuan en République populaire de Chine.

## Étymologie
Son nom d'espèce, composé de baolong et du suffixe latin -ensis, « qui vit dans, qui habite », lui a été donné en référence au lieu de sa découverte, Baolong dans le xian de Wushan et la municipalité de Chongqing.

## Publication originale
- Ye, Fei & Xie, 2007 : A new species of Megophryidae Megophrys baolongensis from China (Amphibia, Anura). Herpetologica Sinica, vol. 11, p. 38-41.